# Oceana
Oceana (n. 23 ianuarie 1982, Berlin, Germania) este o cântăreață germană de muzică soul, reggae, hip hop și funk, care a devenit cunoscută în Europa datorită discului single „Cry, Cry”. Albumul său de debut, intitulat Love Supply, a fost lansat la data de 1 ianuarie 2009 prin intermediul casei de înregistrări Ministry of Sound. Mama ei este un designer de haute-couture german, iar tatăl este de profesie muzician, fiind originar din Martinica.

## Biografie

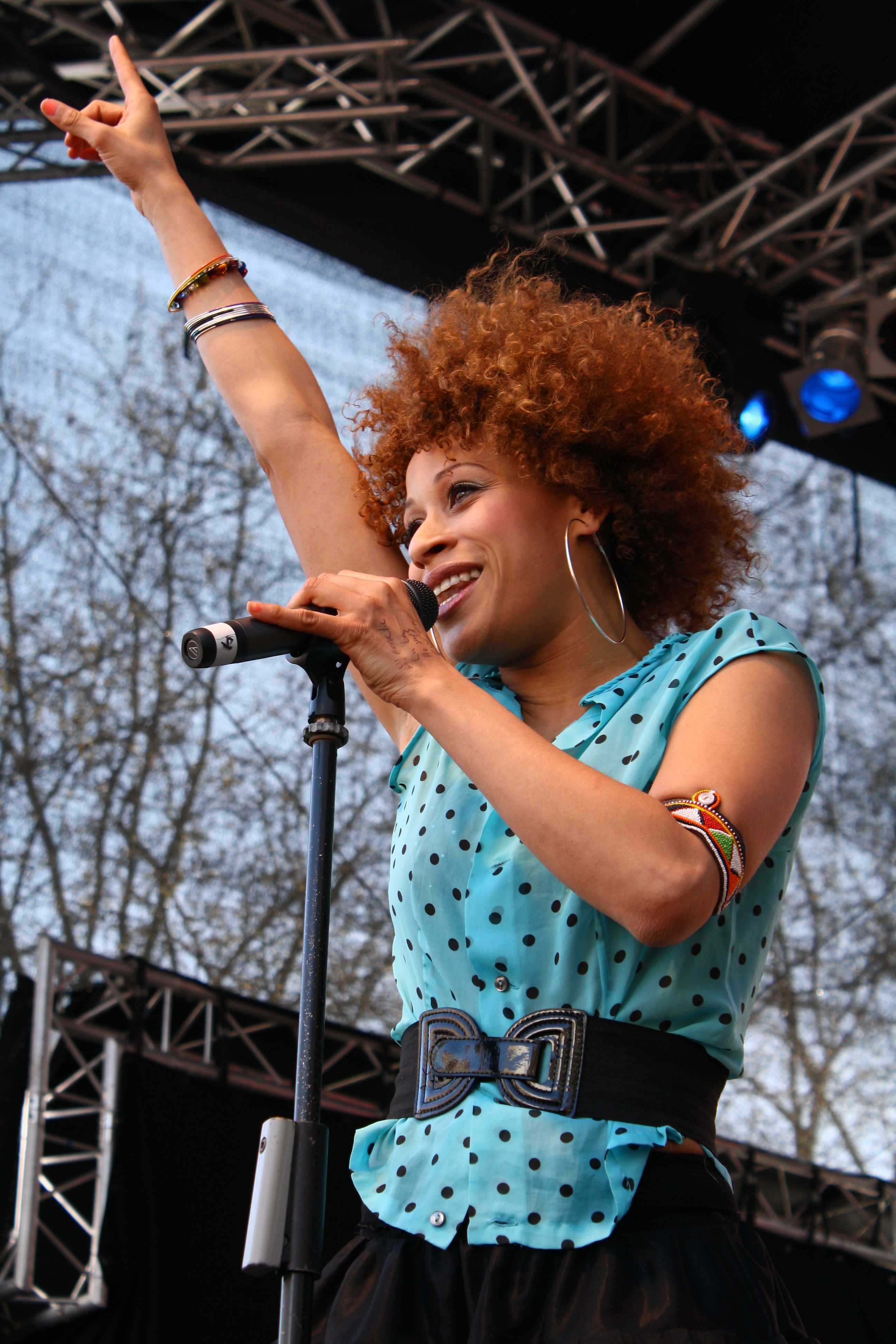
Oceana evoluând pentru Radio Hamburg Top 820 în aprilie 2009

A luat lecții de balet, iar la 5 ani a primit primul său rol într-un film regizat de Lars Becker. Ca adolescentă, a câștigat o bursă de muzică. A primit lecții de canto de la Etta Scollo.

## Discografie

### Albume
| Titlu                                                                             | Detalii album      | Poziții de top | Poziții de top | Poziții de top | Poziții de top | Poziții de top | Poziții de top | Poziții de top |
| Titlu                                                                             | Detalii album      | DEU            | AUT            | SWI            | ESP            | FRA            | GRC            | POL            |
| --------------------------------------------------------------------------------- | ------------------ | -------------- | -------------- | -------------- | -------------- | -------------- | -------------- | -------------- |
| Love Supply                                                                       | Release date: 2009 | —              | —              | —              | 53             | 58             | 2              | 11             |
| My House                                                                          | Release date: 2012 | 89             | —              | 84             | —              | —              | —              | 15             |
| "—" denotes a recording that did not chart or was not released in that territory. |                    |                |                |                |                |                |                |                |

### Single-uri
| Titlu                                                                             | An   | Poziții de top | Poziții de top | Poziții de top | Poziții de top | Poziții de top | Poziții de top | Poziții de top | Poziții de top | Poziții de top | Poziții de top | Poziții de top | Album       |
| Titlu                                                                             | An   | GER            | AUT            | BEL-F          | BEL-W          | CHE            | ESP            | HUN            | POL            | UKR            | ITA            | GRC            | Album       |
| --------------------------------------------------------------------------------- | ---- | -------------- | -------------- | -------------- | -------------- | -------------- | -------------- | -------------- | -------------- | -------------- | -------------- | -------------- | ----------- |
| "Cry Cry"                                                                         | 2009 | 52             | 73             | 25             | 59             | 39             | 8              | 1              | 1              | 3              | –              | —              | Love Supply |
| "Pussycat on a Leash"                                                             | 2009 | —              | —              | —              | —              | —              | —              | 2              | —              | —              | —              | —              | Love Supply |
| "La La"                                                                           | 2010 | —              | —              | —              | —              | —              | —              | —              | —              | —              | —              | —              | Love Supply |
| "Endless Summer"                                                                  | 2012 | 5              | 17             | 24             | 39             | 6              | 26             | 19             | 1              | 15             | 2              | 1              | My House    |
| "Put Your Gun Down"                                                               | 2012 | —              | —              | —              | —              | —              | —              | —              | —              | —              | 96             | —              | My House    |
| "Say Sorry"                                                                       | 2012 | 86             | —              | —              | —              | —              | —              | —              | —              | —              | —              | —              | My House    |
| "Everybody"                                                                       | 2014 | —              | —              | —              | —              | —              | —              | —              | —              | —              | —              | —              | N/A         |
| "—" denotes a recording that did not chart or was not released in that territory. |      |                |                |                |                |                |                |                |                |                |                |                |             |